# Campionati belgi di ciclismo su pista
I campionati belgi di ciclismo su pista sono una competizione di ciclismo su pista che assegna il titolo di Campione del Belgio di ciclismo su pista e permette al vincitore di indossare la maglia di campione nazionale belga durante quelle prove. Raggruppa diverse specialità del ciclismo su pista, in gare riservate a tre categorie: Juniores, Under-23 ed Elite.

## Storia
Sin dalla prima metà del 1900  furono organizzate delle prove a livello nazionale di ciclismo su pista, inizialmente limitate alla sola velocità e all'inseguimento, poi aperte a diverse specialità del ciclismo su pista. Tra i professionisti plurititolati di queste prove troviamo al quarto posto Iljo Keisse, con otto titoli, seguito da Eddy Merckx con nove, al secondo posto Rik Van Steenbergen con undici, al primo posto Patrick Sercu, con ben ventotto titoli nazionali.

## Albo d'oro

### Uomini

#### Americana
- 1955: Rik Van Steenbergen & Stan Ockers
- 1955-1960: Nessuna edizione
- 1961: Rik Van Steenbergen & Emile Severeyns
- 1962: Rik Van Steenbergen & Emile Severeyns
- 1963: Gilbert Maes & Lucien Demunster
- 1964: Gilbert Maes & Lucien Demunster
- 1965: Theo Verschueren & Robert Lelangue
- 1966: Patrick Sercu & Eddy Merckx
- 1967: Patrick Sercu & Eddy Merckx
- 1968: Patrick Sercu & Eddy Merckx
- 1969: Patrick Sercu & Rik Van Looy
- 1970: Patrick Sercu & Norbert Seeuws
- 1971: Patrick Sercu & Jean-Pierre Monseré
- 1972: Patrick Sercu &  Roger De Vlaeminck
- 1973: Patrick Sercu &  Julien Stevens
- 1974: Patrick Sercu &  Eddy Merckx
- 1975: Patrick Sercu & Eddy Merckx
- 1976: Patrick Sercu &  Eddy Merckx
- 1977: Patrick Sercu & Ferdi Van Den Haute
- 1978-1993: Nessuna edizione
- 1994: Johnny Dauwe & Patrick Van Hoolandt
- 1995: Wim Beirnaert & Jurgen De Buysschere
- 1996: Nessuna edizione
- 1997: Johan Dhaenens & Wilfried Cretskens
- 1998: Luc De Duytsche & Johan Dekkers
- 1999: Luc De Duytsche & Nicky Vermeersch
- 2000: Luc De Duytsche & Nicky Vermeersch
- 2001: Christof Mariën & Steven Thijs
- 2002: Nessuna edizione
- 2003: Wouter Van Mechelen & Steven De Neef
- 2004: Steven De Neef &  Andries Verspeeten
- 2005: Kenny De Ketele & Steve Schets
- 2006: Nessuna edizione
- 2007: Kenny De Ketele & Iljo Keisse
- 2008: Kenny De Ketele & Iljo Keisse
- 2010: Ingmar De Poortere & Steve Schets
- 2011: Gert-Jan Van Immerseel & Iljo Keisse
- 2012: Nicky Cocquyt & Moreno De Pauw
- 2013: Iljo Keisse & Jasper De Buyst
- 2014: Kenny De Ketele & Jasper De Buyst
- 2015: Kenny De Ketele & Jasper De Buyst
- 2016: Kenny De Ketele & Moreno De Pauw
- 2017: Kenny De Ketele & Moreno De Pauw
- 2018: Robbe Ghys & Moreno De Pauw
- 2019: Lindsay De Vylder & Moreno De Pauw
- 2020-2021: Nessuna edizione
- 2022: Jules Hesters & Tuur Dens
- 2023: Jules Hesters & Tuur Dens

#### Corsa a punti
- 1980: Tim de Peuter
- 1981: Dirk Heirweg
- 1982: Dirk Heirweg
- 1983-1989: Nessuna edizione
- 1990: Cédric Mathy
- 1991-1992: Nessuna edizione
- 1993: Günter De Winne
- 1994: Lorenzo Lapage
- 1995: Rik Van Slycke
- 1996: Björn Nachtergaele
- 1997: Tim De Peuter
- 1998: Björn Nachtergaele
- 1999: Tom Jacobs
- 2000: Luc de Duytsche
- 2001: Iljo Keisse
- 2002: Steven De Champs
- 2003: Iljo Keisse
- 2004: Steve Schets
- 2005: Nessuna edizione
- 2006: Iljo Keisse
- 2007: Iljo Keisse
- 2008: Iljo Keisse
- 2010: Ingmar De Poortere
- 2011: Ingmar De Poortere
- 2012: Dominique Cornu
- 2013: Jasper De Buyst
- 2014: Moreno De Pauw
- 2015: Laurent Evrard
- 2016: Moreno De Pauw
- 2017: Robbe Ghys
- 2018: Fabio Van Den Bossche
- 2019: Kenny De Ketele
- 2020-2021: Nessuna edizione
- 2022: Robbe Ghys
- 2023: Brent Van Mulders

#### Derny
- 1961: Rik Van Steenbergen
- 1962: Rik Van Steenbergen
- 1963: Rik Van Steenbergen
- 1964: Rik Van Steenbergen
- 1965: Theo Verschueren
- 1966: Noël Vanclooster
- 1967: Leo Proost
- 1968: Theo Verschueren
- 1969: Theo Verschueren
- 1970: Theo Verschueren
- 1971: Theo Verschueren
- 1972: Ferdinand Bracke
- 1973: Theo Verschueren
- 1974-1975: Nessuna edizione
- 1976: Patrick Sercu
- 1977: Freddy Maertens
- 1978: Rik Van Linden
- 1979: Rik Van Linden
- 1980: Nessuna edizione
- 1981: Willy De Geest
- 1982-1993: Nessuna edizione
- 1994: Rikkie Matthyssens
- 1995: Nessuna edizione
- 1996: Jurgen De Buysschere
- 1997-1998: Nessuna edizione
- 1999: Laurent De Paoli
- 2000-2002: Nessuna edizione
- 2003: Steven De Neef
- 2004-2006: Nessuna edizione
- 2007: Kenny De Ketele
- 2008: Kenny De Ketele
- 2009: Kenny De Ketele
- 2010: Tim Mertens
- 2011: Iljo Keisse
- 2012: Jonathan Breyne
- 2013: Jonathan Breyne
- 2014-2017: Nessuna edizione
- 2018: Fabio Van Den Bossche
- 2019: Jules Hesters

#### Keirin
- 2000: Björn Nachtergaele
- 2001: Björn Nachtergaele
- 2002: Nessuna edizione
- 2003: Dimitri De Fauw
- 2004: Dominique Perissi
- 2005-2011: Nessuna edizione
- 2012: Kim Van Leemput
- 2013: Robin Venneman
- 2014: Joris Cornet
- 2015: Nessuna edizione
- 2016: Robin Venneman
- 2017: Ayrton De Pauw
- 2018: Ayrton De Pauw
- 2019: Tuur Dens
- 2020-2021: Nessuna edizione
- 2022: Runar De Schrijver
- 2023: Runar De Schrijver

#### Chilometro
- 1966: Paul Seye
- 1967: Daniel Goens
- 1968: Dirk Baert
- 1969: Willy De Bosscher
- 1970: Georges Claes
- 1971: Manu Snellinx
- 1972: Robert Maveau
- 1974: Paul Clinckaert
- 1975: Hugo Maréchal
- 1976: Michel Vaarten
- 1977: Michel Vaarten
- 1978: Jean-Louis Baugnies
- 1979: Charles Jochums
- 1980: Jan Blomme
- 1981: Diederik Foubert
- 1982: Jan Blomme
- 1983: Diederik Foubert
- 1984: Frank Orban
- 1985: Sven Vandevoorde
- 1986: Dominique Dejosé
- 1987: Dominique Dejosé
- 1988: Dominique Dejosé
- 1989: Erik Schoefs
- 1990: Erik Schoefs
- 1991: Dominique Dejosé
- 1992: Tom Steels
- 1993: Erik Schoefs
- 1994: Gunter De Winne
- 1995: Wim Van Rengen
- 1996: Wim Van Rengen
- 1997: Wim Van Rengen
- 1998: Luc De Duytsche
- 1999: Wim Van Rengen
- 2000: Jan Blomme
- 2001: Dimitri De Fauw
- 2002: Dimitri De Fauw
- 2003: Dimitri De Fauw
- 2004: Kenny De Ketele
- 2005: Nessuna edizione
- 2006: Kenny De Ketele
- 2007: Nessuna edizione
- 2008: Kenny De Ketele
- 2009: Tim Mertens
- 2010: Justin Van Hoecke
- 2011: Joris Cornet
- 2013: Moreno De Pauw
- 2014: Moreno De Pauw
- 2015: Moreno De Pauw
- 2016: Ayrton De Pauw
- 2017: Lindsay De Vylder
- 2018: Tuur Dens
- 2019: Tuur Dens
- 2020-2021: Nessuna edizione
- 2022: Arthur Senrame
- 2023: Tuur Dens

#### Omnium
- 1941: Albert Buysse
- 1942: Frans Cools
- 1943: Frans Cools
- 1944: Rik Van Steenbergen
- 1945-1954: Nessuna edizione
- 1955: Rik Van Steenbergen
- 1956-1960: Nessuna edizione
- 1961: Rik Van Steenbergen
- 1962: Nessuna edizione
- 1963: Rik Van Steenbergen
- 1964: Nessuna edizione
- 1965: Patrick Sercu
- 1966: Patrick Sercu
- 1967: Patrick Sercu
- 1968: Patrick Sercu
- 1969: Robert Lelangue
- 1970: Jean-Pierre Monseré
- 1971: Patrick Sercu
- 1972: Patrick Sercu
- 1974: Patrick Sercu
- 1975: Patrick Sercu
- 1976: Patrick Sercu
- 1977: Patrick Sercu
- 1978: Patrick Sercu
- 1979: Patrick Sercu
- 1980: Ferdi Van Den Haute
- 1981: Stan Tourné
- 1982: Didi Foubert
- 1983: Ferdi Van Den Haute
- 1984: Dirk Baert
- 1985: Nessuna edizione
- 1986: Michel Vaarten
- 1987: Étienne De Wilde
- 1988: Erwin Verfaillie
- 1989: Étienne De Wilde
- 1990: Rik Van Slycke
- 1991: 	Sammie Moreels
- 1991-1995: Nessuna edizione
- 1996: Wime Van Rengen
- 1997: Luc de Duytsche
- 1998: Peter Van Petegem
- 2000: Wouter Van Mechelen
- 2001: Jan Meeusen
- 2004: Ingmar De Poortere
- 2006: Dimitri De Fauw
- 2007: Kenny De Ketele
- 2008: Tim Mertens
- 2010: Nicky Cocquyt
- 2011: Nicky Cocquyt
- 2012: Gijs Van Hoecke
- 2013: Moreno De Pauw
- 2014: Moreno De Pauw
- 2015: Moreno De Pauw
- 2016: Moreno De Pauw
- 2017: Moreno De Pauw
- 2018: Lindsay De Vylder
- 2019: Lindsay De Vylder
- 2020-2021: Nessuna edizione
- 2022 Fabio Van Den Bossche
- 2023: Tuur Dens

#### Inseguimento
- 1939: Karel Kaers
- 1940: Martin Van Den Broeck
- 1941: Maurice Clautier
- 1942: Raoul Breuskin
- 1943: Raoul Breuskin
- 1944: Rik Van Steenbergen
- 1945: René Adriaenssens
- 1946: René Adriaenssens
- 1947: René Adriaenssens
- 1948: Achiel De Backer
- 1949: Bert Roesems
- 1950: Joseph De Beuckelaer
- 1951: Joseph De Beuckelaer
- 1952: Raphaël Glorieux
- 1953: Raphaël Glorieux
- 1954: Paul Depaepe
- 1955: Paul Depaepe
- 1956: Jean Brankart
- 1957: Julien Van Oostende
- 1958: Jean Brankart
- 1959: Jean Brankart
- 1960: Piet Oellibrandt
- 1961: Piet Oellibrandt
- 1962: Piet Oellibrandt
- 1963: Hugo Scrayen
- 1964: Hugo Scrayen
- 1965: Ferdinand Bracke
- 1966: Theo Mertens
- 1967: Ferdinand Bracke
- 1968: Julien Stevens
- 1969: Norbert Seeuws
- 1970: Dirk Baert
- 1971: Paul Crapez
- 1972: Ferdinand Bracke
- 1973: Ferdinand Bracke
- 1974: Dirk Baert
- 1975: Dirk Baert
- 1976: Dirk Baert
- 1977: Dirk Baert
- 1978-1980: Nessuna edizione
- 1981: Dirk Baert
- 1982: Stan Tourné
- 1983-1987: Nessuna edizione
- 1988: Benjamin Van Itterbeeck
- 1989: Lorenzo Lapage
- 1990: Luc Govaerts
- 1991: Stan Tourné
- 1992-1993: Nessuna edizione
- 1994: Günter De Winne
- 1995: Marc Streel
- 1996: Cédric Flasse
- 1997: Tim De Peuter
- 1998: Luc De Duytsche
- 1999: Kim Baetens
- 2000: Jan Meeusen
- 2001: Bert Roesems
- 2002: John Van den Abeele
- 2003: Iljo Keisse
- 2004: Kenny De Ketele
- 2005: Nessuna edizione
- 2006: Dominique Cornu
- 2007: Dominique Cornu
- 2008: Kenny De Ketele
- 2010: Dominique Cornu
- 2011: Jonathan Dufrasne
- 2013: Jonas Rickaert
- 2014: Dominique Cornu
- 2015: Jonathan Dufrasne
- 2016: Victor Campenaerts
- 2017: Bryan Boussaer
- 2018: Bryan Boussaer
- 2019: Rune Herregodts
- 2020-2022: Nessuna edizione
- 2023: Thibaut Bernard

#### Inseguimento a squadre
- 2000: Luc De Duytsche, Nicky Vermeersch, Andries Verspeeten & Kenneth Van de Wiele
- 2001: Christof Mariën, Jan Meeusen, Steven Thijs & Sven Vervloet
- 2002-2005: Nessuna edizione
- 2006: Tim Mertens, Ingmar De Poortere, Kenny De Ketele & Steve Schets
- 2007: Tim Mertens, Ingmar De Poortere, Kenny De Ketele & Dominique Cornu
- 2008: Tim Mertens, Ingmar De Poortere, Kenny De Ketele & Dominique Cornu
- 2009: Tim Mertens, Ingmar De Poortere, Stijn Steels & Jeroen Lepla
- 2010: Jonathan Dufrasne, Ingmar De Poortere, Kenny De Ketele & Steve Schets
- 2011: Jonathan Dufrasne, Ingmar De Poortere, Gijs Van Hoecke & Justin Van Hoecke
- 2012: Nessuna edizione
- 2013: Tiesj Benoot, Aimé De Gendt, Jonas Rickaert & Otto Vergaerde

#### Scratch
- 2002: Steven De Champs
- 2003: Dimitri De Fauw
- 2004: John Van den Abeele
- 2005: Nessuna edizione
- 2006: Steve Schets
- 2007: Ingmar De Poortere
- 2008: Tim Mertens
- 2009: Tim Mertens
- 2010: Tim Mertens
- 2011: Iljo Keisse
- 2012: Dominique Cornu
- 2013: Iljo Keisse
- 2014: Killian Michiels
- 2015: Moreno De Pauw
- 2016: Bryan Boussaer
- 2017: Moreno De Pauw
- 2018: Robbe Ghys
- 2019: Lindsay De Vylder
- 2020-2021: Nessuna edizione
- 2022: Jules Hesters
- 2023: Lindsay De Vylder

#### Velocità
- 1894: Émile Huet
- 1895: Émile Huet
- 1896-1987: Nessuna edizione
- 1898: Charles Van Den Born
- 1899: Louis Grogna
- 1900: Claude Leclercq
- 1901: Charles Van Den Born
- 1902: Nessuna edizione
- 1903: Louis Grogna
- 1904: Ernest Massart
- 1905: Charles Van Den Born
- 1906: Charles Van Den Born
- 1907: Charles Van Den Born
- 1908: Charles Van Den Born
- 1909: Charles Van Den Born
- 1910: Albert Herent
- 1911: Hubert Wilmots
- 1912: Emile Otto
- 1913: Jozef Van Bever
- 1914: Emile Otto
- 1915-1918: Nessuna edizione
- 1919: Jozef Van Bever
- 1920: Jozef Van Bever
- 1921: Jules Dossche
- 1922: Alois De Graeve
- 1923: Alois De Graeve
- 1924: Alois De Graeve
- 1925: Alois De Graeve
- 1926: Emile Otto
- 1927: Alois De Graeve
- 1928: Alois De Graeve
- 1929: Alois De Graeve
- 1930: Jacques Arlet
- 1931: Jef Scherens
- 1932: Jef Scherens
- 1933: Jef Scherens
- 1934: Jef Scherens
- 1935: Jef Scherens
- 1936: Jef Scherens
- 1937: Jef Scherens
- 1938: Jef Scherens
- 1939: Jef Scherens
- 1940: Frans Cools
- 1941: Jef Scherens
- 1942: Jef Scherens
- 1943: Emile Gosselin
- 1944: Jef Scherens
- 1945: Jef Scherens
- 1946: Jef Scherens
- 1947: Jef Scherens
- 1948: Frans Van Looveren
- 1949: Raymond Pauwels
- 1950: Raymond Pauwels
- 1951: Emile Gosselin
- 1952: Emile Gosselin
- 1953: Emile Gosselin
- 1954: Emile Gosselin
- 1955: Emile Gosselin
- 1956: Emile Gosselin
- 1957: Jos De Bakker
- 1958: Jos De Bakker
- 1959: Jos De Bakker
- 1960: Jos De Bakker
- 1961: Jos De Bakker
- 1962: Jos De Bakker
- 1963: Jos De Bakker
- 1964: Leo Sterckx
- 1965: Patrick Sercu
- 1966: Jos De Bakker
- 1967: Patrick Sercu
- 1968: Patrick Sercu
- 1969: Patrick Sercu
- 1970: Robert Van Lancker
- 1971: Robert Van Lancker
- 1972: Robert Van Lancker
- 1973: Robert Van Lancker
- 1974: Robert Van Lancker
- 1975: Raphaël Constant
- 1976: Robert Van Lancker
- 1977: Willy Debosscher
- 1978-1980: Nessuna edizione
- 1981: Michel Vaarten
- 1982: Michel Vaarten
- 1983-1992: Nessuna edizione
- 1993: Erik Schoefs
- 1994: Erik Schoefs
- 1995: Erik Schoefs
- 1996: Wim Van Rengen
- 1997: Mario Ghyselinck
- 1998: Luc De Duytsche
- 1999: Wim Van Rengen
- 2000: Dimitri De Fauw
- 2001: Dimitri De Fauw
- 2002: Dimitri De Fauw
- 2003: Dimitri De Fauw
- 2004: Dominique Perissi
- 2005-2011: Nessuna edizione
- 2012: Kim Van Leemput
- 2013-2014: Nessuna edizione
- 2015: Matthias Oseï Vertez
- 2016: Robin Venneman
- 2017: Ayrton De Pauw
- 2018: Ayrton De Pauw
- 2019: Gerald Nys
- 2020-2021: Nessuna edizione
- 2022: Arthur Senrame
- 2023: Runar De Schrijver

#### Velocità a squadre
- 2000: Dimitri De Fauw, Luc De Duytsche & Nicky Vermeersch
- 2001: John Van Den Abeele, Jurgen Van Loocke & Andries Verspeeten
- 2002-2012: Nessuna edizione
- 2013: Laurent Wernimont, Otto Vergaerde & Robin Venneman

#### Eliminazione
- 2016: Moreno De Pauw, Killian Michiels & Bryan Boussaer
- 2017-2021: Nessuna edizione
- 2022: Jules Hesters, Milan Fretin & Mathias Lefeber
- 2023: Jules Hesters, Gianluca Pollefiet & Arthur Senrame

### Donne

#### 500 metri
- 1993: Patsy Maegerman
- 1994: Annick Geeraert
- 1995: Annick Geeraert
- 1996: Annick Geeraert
- 1997: Annick Geeraert
- 1998: Annick Geeraert
- 1999: Nessuna edizione
- 2000: Evy Van Damme
- 2001: Ingeborg Marx
- 2002: Nessuna edizione
- 2003: Karen Verbeek
- 2004-2005: Nessuna edizione
- 2006: Jolien D'Hoore
- 2007: Jolien D'Hoore
- 2008: Jolien D'Hoore
- 2009: Jolien D'Hoore
- 2010: Jolien D'Hoore
- 2011: Gilke Croket
- 2012: Nathalie Verschelden
- 2013: Kelly Druyts
- 2014: Kelly Druyts
- 2015: Jolien D'Hoore
- 2016: Jolien D'Hoore
- 2017: Nicky Degrendele
- 2018-2022: Nessuna edizione
- 2023: Valerie Jenaer

#### Corsa a punti
- 1992: Patsy Maegerman
- 1993: Kristel Werckx
- 1994: Kristel Werckx
- 1995: Evelyne Baert
- 1996: Veronique Coene
- 1997: Maria Coomans
- 1998: Linda Troyekens
- 1999: Evy Van Damme
- 2000: Evy Van Damme
- 2001: Nele Van Den Bossche
- 2002: Nessuna edizione
- 2003: 	Leen Van Kerckhoven
- 2004-2005: Nessuna edizione
- 2006: Hannah Verhaeghe
- 2007: Kelly Druyts
- 2008: Sharon Vandromme
- 2009: Kelly Druyts
- 2010: Jessie Daams
- 2011: Kelly Druyts
- 2012: Else Belmans
- 2013: Kelly Druyts
- 2014: Demmy Druyts
- 2015: Jolien D'Hoore
- 2016: Lotte Kopecky
- 2017: Annelies Dom
- 2018: Lotte Kopecky
- 2019: Jolien D'Hoore
- 2020-2021: Nessuna edizione
- 2022: Katrijn De Clercq
- 2023: Lotte Kopecky

#### Keirin
- 2007: Kelly Druyts
- 2008: Kelly Druyts
- 2009: Dorien van der Velden
- 2010: Eline De Roover
- 2011: Gilke Croket
- 2012: Nessuna edizione
- 2013: Sarah Inghelbrecht
- 2014: Nicky Degrendele
- 2015: Nicky Degrendele
- 2016: Nicky Degrendele
- 2017: Nicky Degrendele
- 2018-2021: Nessuna edizione
- 2022: Nicky Degrendele
- 2023: Nicky Degrendele

#### Omnium
- 1987: Marie-Line Hajdu
- 1988: Nessuna edizione
- 1989: Kristel Werckx
- 1990: Kristel Werckx
- 1991: Kristel Werckx
- 1992: Kristel Werckx
- 1993: Patsy Maegerman
- 1994: Kristel Werckx
- 1995: Evelyne Baert
- 1996: Evelyne Baert
- 1997: Linda Troyekens
- 1998: Evy Van Damme
- 1999: Nele Van Den Bossche
- 2000: Ine Wannijn
- 2001: Nele Van Den Bossche
- 2002: Nessuna edizione
- 2003: Karen Verbeek
- 2004: Karen Verbeek
- 2005: Nessuna edizione
- 2006: Hannah Verhaeghe
- 2007: Jolien D'Hoore
- 2009: Kelly Druyts
- 2009: Kelly Druyts
- 2010: Jolien D'Hoore
- 2011: Kelly Druyts
- 2012: Jolien D'Hoore
- 2013: Els Belmans
- 2014: Jolien D'Hoore
- 2015: Jolien D'Hoore
- 2016: Lotte Kopecky
- 2017: Lotte Kopecky
- 2018: Lotte Kopecky
- 2019: Shari Bossuyt
- 2020-2021: Nessuna edizione
- 2022: Katrijn De Clercq
- 2023: Lotte Kopecky

#### Inseguimento
- 1959: Yvonne Reynders
- 1960: Marie-Therese Naessens
- 1961: Yvonne Reynders
- 1962: Marie-Therese Naessens
- 1963: Yvonne Reynders
- 1964: Yvonne Reynders
- 1965: Yvonne Reynders
- 1966: Yvonne Reynders
- 1967: Yvonne Reynders
- 1968: Nessuna edizione
- 1969: Suzanne Sohie
- 1970-1973: Nessuna edizione
- 1974: Nicole Vandenbroeck
- 1975: Nicole Vandenbroeck
- 1976: Nicole Vandenbroeck
- 1977: Nicole Vandenbroeck
- 1978: Frieda Maes
- 1979: Chantal Van Havere
- 1980: Chantal Van Havere
- 1981: Gerda Sierens
- 1982: Jenny De Smet
- 1983: Jenny De Smet
- 1984: An Callebout
- 1985: An Callebout
- 1986: Agnès Dussart
- 1987: Marie-Line Hajdu
- 1988: Kristel Werckx
- 1989: Marie-Line Hajdu
- 1990: Kristel Werckx
- 1991: Kristel Werckx
- 1992: Kristel Werckx
- 1993: Evelyne Baert
- 1994: Kristel Werckx
- 1995: Evelyne Baert
- 1996: Linda Troyekens
- 1997: Linda Troyekens
- 1998: Linda Troyekens
- 1999: Nessuna edizione
- 2000: Evy Van Damme
- 2001: Nele Van Den Bossche
- 2002: Nessuna edizione
- 2003: Karen Verbeek
- 2004-2005: Nessuna edizione
- 2006: Kelly Druyts
- 2007: Kelly Druyts
- 2008: Jolien D'Hoore
- 2009: Kelly Druyts
- 2010: Jolien D'Hoore
- 2011: Kelly Druyts
- 2012: Else Belmans
- 2013: Lotte Kopecky
- 2014: Lotte Kopecky
- 2015: Jolien D'Hoore
- 2016: Lotte Kopecky
- 2017: Lotte Kopecky
- 2018: Annelies Dom
- 2019: Jolien D'Hoore
- 2020-2022: Nessuna edizione
- 2023: Lotte Kopecky

#### Inseguimento a squadre
- 2007: Jolien D'Hoore, Elke Vanderhauweraert & Annelies Van Doorslaer
- 2008: Kelly Druyts, Jolien D'Hoore & Evelyn Arys
- 2009: Kelly Druyts, Jolien D'Hoore & Jessie Daams
- 2010: Kelly Druyts, Jolien D'Hoore & Jessie Daams
- 2011: Kelly Druyts, Else Belmans & Maaike Polspoel
- 2012: Shauni Corthout, Steffi Lodewijks & Eline De Roover
- 2013: Sarah Inghelbrecht, Gilke Croket & Stephanie De Croock

#### Scratch
- 2003: Fauve Defloor
- 2004-2006: Nessuna edizione
- 2007: Jolien D'Hoore
- 2008: Kelly Druyts
- 2009: Jessie Daams
- 2010: Jolien D'Hoore
- 2011: Kelly Druyts
- 2012: Else Belmans
- 2013: Gilke Croket
- 2014: Kelly Druyts
- 2015: Jolien D'Hoore
- 2016: Lotte Kopecky
- 2017: Lotte Kopecky
- 2018: Saartje Vandenbroucke
- 2019: Jolien D'Hoore
- 2020-2021: Nessuna edizione
- 2022: Marith Vanhove
- 2023: Marith Vanhove

#### Velocità
- 1959: Victoire Van Nuffel
- 1960: Marie-Therese Naessens
- 1961: Marie-Therese Naessens
- 1962: Marie-Therese Naessens
- 1963: Marie-Therese Naessens
- 1964: Louisa Smits
- 1965: Christiane Goeminne
- 1966: Yvonne Reynders
- 1967: Christiane Goeminne
- 1968: Nessuna edizione
- 1969: Christiane Goeminne
- 1970-1973: Nessuna edizione
- 1974: Linda Rombouts
- 1975: Christiane Goeminne
- 1976: Christiane Goeminne
- 1977: Viviane Bailly
- 1978: Frieda Maes
- 1979: Frieda Maes
- 1980: Claudine Vierstraete
- 1981: Claudine Vierstraete
- 1982: Claudine Vierstraete
- 1983: Claudine Vierstraete
- 1984: Claudine Vierstraete
- 1985: Sofia Commeyne
- 1986: Claudine Vierstraete
- 1987: Kristel Werckx
- 1988: Kristel Werckx
- 1989: Martine Schotte
- 1990: Kristel Werckx
- 1991: Kristel Werckx
- 1992: Patsy Maegerman
- 1993: Kristel Werckx
- 1994: Annick Geeraert
- 1995: An Philipsen
- 1996: Annick Geeraert
- 1997: Annick Geeraert
- 1998: An Philipsen
- 1999: Nessuna edizione
- 2000: Evy Van Damme
- 2001: Ingeborg Marx
- 2002: Nessuna edizione
- 2003: Kim Schoonbaert
- 2004-2006: Nessuna edizione
- 2007: Jolien D'Hoore
- 2008: Jolien D'Hoore
- 2009: Elodie Andre
- 2010: Steffi Lodewijks
- 2011-2012: Nessuna edizione
- 2013: Shana Dalving
- 2014: Nicky Degrendele
- 2015-2016: Nessuna edizione
- 2017: Nicky Degrendele
- 2018-2022: Nessuna edizione
- 2023: Nicky Degrendele

#### Velocità a squadre
- 2007: Kelly Druyts & Jenifer De Merlier
- 2008: Kelly Druyts & Jolien D'Hoore
- 2009: Kelly Druyts & Jolien D'Hoore
- 2010: Kelly Druyts & Jolien D'Hoore
- 2011: Gilke Croket & Morgane Van Lierde
- 2012: Shauni Corthout & Steffi Lodewijks
- 2013: Shana Dalving & Steffi Lodewyks
- 2014-2022: Nessuna edizione
- 2023: Zoë Wolfs & Julie Nicolaes

#### Eliminazione
- 2022: Shari Bossuyt, Katrijn De Clercq & Marith Vanhove
- 2023: Lotte Kopecky, Katrijn De Clercq & Hélène Hesters